# Amt Wittenburg
Het Amt Wittenburg is een samenwerkingsverband van 2 gemeenten in de Landkreis Ludwigslust-Parchim van de Duitse deelstaat Mecklenburg-Voor-Pommeren. De bestuurszetel bevindt zich in de stad Wittenburg.

## Gemeenten
1. Wittenburg, stad * (6.303)
2. Wittendörp (2.906)